# شاخص خالص مروجان
شاخص خالص مروجان (انگلیسی: Net Promoter Score)ابزاری برای سنجش میزان طرف‌داری و وفاداری مشتریان است.
سـرعت و سادگی این ابزار موجب شده است تـا ایـن تکنیـک در سال‌های اخیر به‌عنوان یکی از ابزارهای بهتر و فراگیرتر سنجش وفاداری مشتریان شناخته شود. شاخص خالص مروجان(یا به اختصار NPS) در بیش از دوسوم شرکت‌های موجود در فهرست مجله‌ی فورچون (Fortune) استفاده می‌شود. به‌علاوه به‌طور مشخص توسط شرکت‌هایی ازقبیل زیمنس، E.ON (بزرگ‌ترین شرکت سرمایه‌گذاری و تولید و توزیع برق در جهان)، شرکت پست استرالیا، فیلیپس، جنرال الکتریک، آمریکن اکسپرس و اینتویت (Intuit) به کار می رود.
در ایران نیز بسیاری از شرکت های اینترنتی فعال در زمینه خدماتی از این شاخص استفاده می کنند.

## نحوه پیدایش
این مفهوم مربوط به مطالعه‌ی تجربی “فردیک ریچهلد” و همکارانش در سال ۲۰۰۱ است. “ریچهلد” این مفهوم را برای اولین‌بـار در سـال ۲۰۰۳ در مجله‌ی Harvard Business Review) HBR) منتشر کرد.